# Elza Gulbe
Elza Gulbe (13 de junio de 1993) es una deportista letona que compitió en remo. Ganó una medalla de plata en el Campeonato Europeo de Remo de 2016, en la prueba de scull individual.

## Palmarés internacional
| Campeonato Europeo | Campeonato Europeo     | Campeonato Europeo | Campeonato Europeo |
| Año                | Lugar                  | Medalla            | Prueba             |
| ------------------ | ---------------------- | ------------------ | ------------------ |
| 2016               | Brandeburgo (Alemania) | Medalla de plata   | Scull individual   |